# Frickson Erazo
Frickson Rafael Erazo Vivero (Esmeraldas, 5 de maio de 1988) é um ex-futebolista equatoriano que atuava como zagueiro.

## Carreira

### El Nacional
Erazo chegou em 2005 às categorias de base do El Nacional, com 16 anos, sendo promovido ao time principal no ano seguinte com apenas 17 anos. Em 2007, foi emprestado ao Técnico Universitario para adquirir experiência, porém disputou somente três jogos pelo clube. Em 2008, retornou ao El Nacional ainda sem obter oportunidades, sendo aproveitado muito mais na equipe Sub-20 do clube.
A partir de 2010, com 22 anos, o zagueiro tornou-se titular absoluto da equipe. Em 2011, o jogador marcou os dois primeiros gols de sua carreira profissional, além disso obteve grande destaque na equipe do El Nacional, recebendo convocações para a Seleção Equatoriana e chegando a chamar atenção de equipes como a Lazio, da Itália.

### Barcelona de Guayaquil
Apesar de sondagens do clube italiano, Erazo transferiu-se para o Barcelona de Guayaquil em 2012. O zagueiro realizou sua estreia pelo clube equatoriano em uma vitória por 3–1 sobre o Deportivo Cuenca, no Monumental Isidro Romero Carbo. Depois disso, marcou dois gols na metade da primeira temporada pelo Barcelona; o primeiro contra a LDU em um empate por 2–2, e o segundo contra seu ex-clube, o El Nacional, numa derrota por 2–1. Ambos os jogos foram realizados no Monumental Isidro Romero Carbo, válidos pelo Campeonato Equatoriano. Após 22 jogos, Erazo foi campeão nacional e sua equipe se classificou para a Copa Libertadores de 2013 e para a Copa Sul-Americana de 2012.

### Flamengo
No dia 8 de janeiro de 2014, o zagueiro acertou contrato por três temporadas com o Flamengo. Estreou pelo clube carioca no dia 2 de fevereiro, em uma goleada por 5–2 sobre o Macaé no Raulino de Oliveira, válida pelo Campeonato Carioca. Apesar da vitória com placar elástico, Erazo não teve um início feliz, pois foi expulso logo em seu primeiro jogo pelo Rubro-Negro. O equatoriano foi ainda considerado por muitos o vilão do segundo jogo da final do Campeonato Carioca, diante do Vasco da Gama no Maracanã, após ter cometido um pênalti no meia Pedro Ken, convertido por Douglas. No entanto, nos minutos finais o Flamengo empatou a partida com um gol do volante Márcio Araujo, e sagrou-se campeão pela 33ª vez.
Devido as más atuações, Erazo foi reserva da equipe durante toda a temporada, disputando apenas sete partidas.

### Grêmio
Em janeiro de 2015, acertou por empréstimo de um ano com o Grêmio. Estreou pelo novo clube no dia 8 de fevereiro, em uma vitória por 3–1 sobre o Avenida no Eucaliptos, válida pelo Campeonato Gaúcho. Devido a lesão do titular Pedro Geromel, Erazo foi titular de imediato, formando a dupla de zaga gremista juntamente com Rhodolfo. Marcou seu primeiro gol pelo Grêmio logo no seu quarto jogo pela equipe, quando o Imortal derrotou o Passo Fundo por 2–0 no Vermelhão da Serra, em jogo novamente válido pelo campeonato estadual. Após a volta do titular Geromel, o zagueiro foi para o banco de reservas; porém, após a venda de Rhodolfo para o Beşiktaş, Erazo voltou a equipe titular gremista e formou boa dupla ao lado de Geromel.
Em boa fase, marcou seu segundo gol pelo Grêmio na vitória por 2–1 sobre o Joinville na Arena do Grêmio, válida pelo Brasileirão.
Após não chegar a um acordo com o Flamengo, em dezembro o Grêmio decidiu não exercer o direito de compra do zagueiro, avaliado em 9 milhões de reais.

### Atlético Mineiro

#### 2016
No dia 4 de janeiro, Erazo foi contratado pelo Atlético Mineiro para a disputa da Copa Libertadores da América. O jogador assinou por três temporadas com o Galo. Estreou pela nova equipe no dia 13 de fevereiro, no empate em 0–0 diante do Guarani-MG, no Farião, válido pelo Campeonato Mineiro. Ao lado de Leonardo Silva, o zagueiro manteve a regularidade dos tempos de Grêmio, sendo titular absoluto durante toda a temporada de 2016, onde o Galo obteve bons resultados, sendo eliminado nas quartas de final da Libertadores pelo São Paulo, além de um vice-campeonato na Copa do Brasil para o Grêmio, onde o jogador foi expulso no último lance da final, após confusão com o zagueiro Walter Kannemann. O Atlético obteve ainda a quarta colocação no Campeonato Brasileiro, que garantiu vaga para Copa Libertadores da América do ano seguinte.

#### 2017
Nesse ano, porém, o defensor não obteve a mesma regularidade das temporadas anteriores, sendo reserva durante toda temporada, devido à lesões e a melhor fase do jovem Gabriel e também de Felipe Santana. O zagueiro participou de apenas três partidas durante toda a temporada.[carece de fontes?]

### Vasco da Gama
No dia 10 de janeiro de 2018, Erazo foi contratado pelo Vasco da Gama, assinando por empréstimo até o final do ano. Estreou pelo clube carioca no dia 21 de janeiro, na vitória por 4–2 sobre o Nova Iguaçu, em São Januário, válida pelo Campeonato Carioca. Diante da Universidad de Concepción, em São Januário, o zagueiro foi expulso após dar uma cotovelada no lateral-direito Guillermo Pacheco. Sua expulsão não foi determinante no resultado, já que o Cruzmaltino vencia o adversário por 6–0 no agregado. Após a partida, o zagueiro se desculpou nas redes sociais e prometeu que a situação não iria se repetir. Em razão da agressão, o jogador foi suspenso por dois jogos. Marcou seu primeiro gol com a camisa do clube no dia 4 de março, na vitória por 4–3 sobre o Boavista, no Estádio Kleber Andrade, válida pelo Campeonato Carioca. O gol de Erazo fechou o placar da emocionante partida que contou com diversas viradas. Voltou a balançar as redes no dia 21 de março, numa derrota por 3–2 contra o Botafogo, valida também pelo Campeonato Carioca.

### Retorno ao Barcelona de Guayaquil
No dia 18 de julho de 2018, foi anunciado o retorno de Erazo ao Barcelona de Guayaquil.

### Aposentadoria
Em fevereiro de 2021, aos 32 anos, Erazo anunciou sua aposentadoria do futebol.

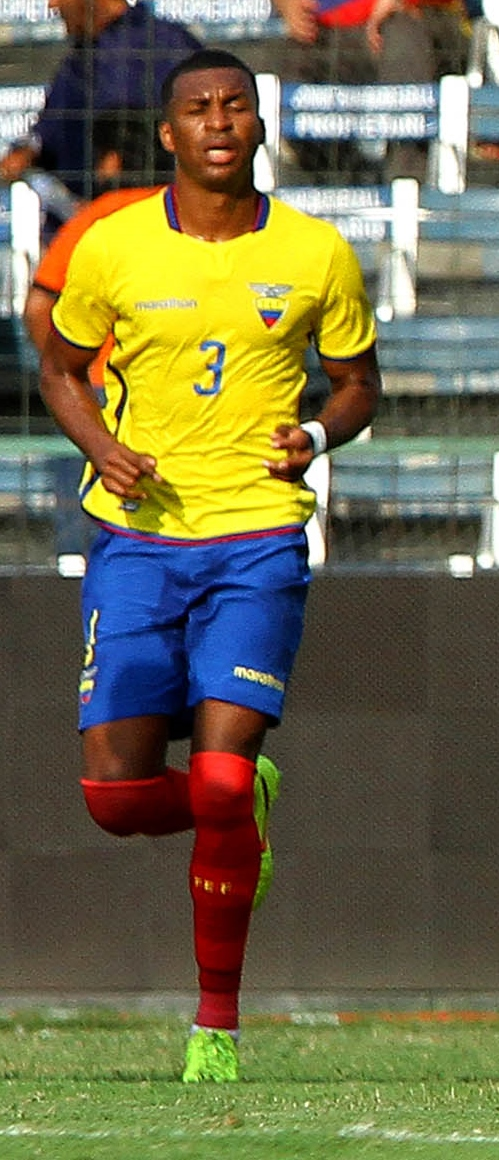
Erazo atuando pela Seleção Equatoriana em 2015

## Seleção Nacional
Em abril de 2011, Erazo foi convocado pela primeira vez para um jogo da Seleção Equatoriana. Marcou seu primeiro gol pelo Equador no dia 8 de junho, em um amistoso diante da Grécia disputado nos Estados Unidos; a partida terminou empatada em 1–1. 
Erazo esteve presente na convocação para a Copa América de 2011 em que a seleção foi eliminada ainda na fase de grupos. Disputou também a  Copa do Mundo FIFA de 2014, sob o comando de Reinaldo Rueda.
Voltou a marcar pela Seleção Equatoriana em uma vitória por 2–0 diante da Argentina em pleno Monumental de Nuñez, válida pelas Eliminatórias para a Copa de 2018 na Rússia.

## Estatísticas
Atualizadas até 20 de julho de 2018

### Clubes
| Clube             | Temporada         | Campeonato nacional | Campeonato nacional | Campeonato nacional | Copa nacional[a] | Copa nacional[a] | Copa nacional[a] | Competições continentais[b] | Competições continentais[b] | Competições continentais[b] | Outros torneios[c] | Outros torneios[c] | Outros torneios[c] | Total | Total | Total   |
| Clube             | Temporada         | Jogos               | Gols                | Assist.             | Jogos            | Gols             | Assist.          | Jogos                       | Gols                        | Assist.                     | Jogos              | Gols               | Assist.            | Jogos | Gols  | Assist. |
| ----------------- | ----------------- | ------------------- | ------------------- | ------------------- | ---------------- | ---------------- | ---------------- | --------------------------- | --------------------------- | --------------------------- | ------------------ | ------------------ | ------------------ | ----- | ----- | ------- |
| El Nacional       | 2006              | 1                   | 0                   | 0                   | —                | —                | —                | —                           | —                           | —                           | —                  | —                  | —                  | 1     | 0     | 0       |
| El Nacional       | 2007              | 1                   | 0                   | 0                   | —                | —                | —                | —                           | —                           | —                           | —                  | —                  | —                  | 1     | 0     | 0       |
| El Nacional       | Total             | 2                   | 0                   | 0                   | —                | —                | —                | —                           | —                           | —                           | —                  | —                  | —                  | 2     | 0     | 0       |
| Técnico Univ.     | 2007              | 3                   | 0                   | 0                   | —                | —                | —                | —                           | —                           | —                           | —                  | —                  | —                  | 3     | 0     | 0       |
| Técnico Univ.     | Total             | 3                   | 0                   | 0                   | —                | —                | —                | —                           | —                           | —                           | —                  | —                  | —                  | 3     | 0     | 0       |
| El Nacional       | 2008              | —                   | —                   | —                   | —                | —                | —                | —                           | —                           | —                           | —                  | —                  | —                  | —     | —     | —       |
| El Nacional       | 2009              | 13                  | 0                   | 0                   | —                | —                | —                | —                           | —                           | —                           | —                  | —                  | —                  | 13    | 0     | 0       |
| El Nacional       | 2010              | 18                  | 0                   | 0                   | —                | —                | —                | —                           | —                           | —                           | —                  | —                  | —                  | 18    | 0     | 0       |
| El Nacional       | 2011              | 35                  | 2                   | 0                   | —                | —                | —                | —                           | —                           | —                           | —                  | —                  | —                  | 35    | 2     | 0       |
| El Nacional       | Total             | 66                  | 2                   | 0                   | —                | —                | —                | —                           | —                           | —                           | —                  | —                  | —                  | 66    | 2     | 0       |
| Barcelona         | 2012              | 40                  | 2                   | 0                   | —                | —                | —                | 5                           | 0                           | 0                           | —                  | —                  | —                  | 45    | 2     | 0       |
| Barcelona         | 2013              | 32                  | 0                   | 0                   | —                | —                | —                | 6                           | 0                           | 0                           | —                  | —                  | —                  | 38    | 0     | 0       |
| Barcelona         | Total             | 72                  | 2                   | 0                   | —                | —                | —                | 11                          | 0                           | 0                           | —                  | —                  | —                  | 83    | 2     | 0       |
| Flamengo          | 2014              | 2                   | 0                   | 0                   | —                | —                | —                | 0                           | 0                           | 0                           | 5                  | 0                  | 0                  | 7     | 0     | 0       |
| Flamengo          | Total             | 2                   | 0                   | 0                   | —                | —                | —                | 0                           | 0                           | 0                           | 5                  | 0                  | 0                  | 7     | 0     | 0       |
| Grêmio            | 2015              | 23                  | 1                   | 1                   | 6                | 0                | 1                | —                           | —                           | —                           | 13                 | 1                  | 0                  | 42    | 2     | 2       |
| Grêmio            | Total             | 23                  | 1                   | 1                   | 6                | 0                | 1                | —                           | —                           | —                           | 13                 | 1                  | 0                  | 42    | 2     | 2       |
| Atlético Mineiro  | 2016              | 20                  | 0                   | 0                   | 7                | 0                | 0                | 10                          | 0                           | 0                           | 8                  | 0                  | 0                  | 45    | 0     | 0       |
| Atlético Mineiro  | 2017              | 2                   | 0                   | 0                   | —                | —                | —                | 1                           | 0                           | 0                           | —                  | —                  | —                  | 3     | 0     | 0       |
| Atlético Mineiro  | Total             | 22                  | 0                   | 0                   | 7                | 0                | 0                | 11                          | 0                           | 0                           | 8                  | 0                  | 0                  | 48    | 0     | 0       |
| Vasco da Gama     | 2018              | 4                   | 0                   | 0                   | 1                | 0                | 0                | 6                           | 0                           | 0                           | 11                 | 2                  | 0                  | 22    | 2     | 0       |
| Vasco da Gama     | Total             | 4                   | 0                   | 0                   | 1                | 0                | 0                | 6                           | 0                           | 0                           | 11                 | 2                  | 0                  | 22    | 2     | 0       |
| Total na carreira | Total na carreira | 194                 | 5                   | 1                   | 14               | 0                | 1                | 28                          | 0                           | 0                           | 37                 | 3                  | 0                  | 273   | 8     | 2       |

- a. ^ Jogos da Copa do Brasil
- b. ^ Jogos da Copa Sul-Americana e Copa Libertadores da América
- c. ^ Jogos de Campeonatos estaduais e Torneios amistosos

## Títulos
Barcelona de Guayaquil
- Campeonato Equatoriano: 2012

Flamengo
- Campeonato Carioca: 2014

Atlético Mineiro
- Florida Cup: 2016
- Campeonato Mineiro: 2017